# Rafingsberg
Rafingsberg (früher auch Maria Rafings) ist eine Ortschaft in der Marktgemeinde Windigsteig im Bezirk Waidhofen an der Thaya im niederösterreichischen Waldviertel mit 18 Einwohnern (Stand 1. Jänner 2024).

## Etymologie
Der Namensbestandteil Rafings leitet sich vom althochdeutschen Personennamen Râhawin, dem mittelhochdeutschen Rähmwin, her.

## Geografie
Das Dorf befindet sich südwestlich von Rafings auf einer Anhöhe, es zählt jedoch zur Katastralgemeinde Meires. Durch den Ort führt die Landesstraße L8107. Am 1. April 2020 umfasste die Ortschaft 15 Adressen.

## Geschichte
Der Ort erlangte in der Mitte des 15. Jahrhunderts große Bekanntheit, weil zwei gottesfürchtige Bürger aus Waidhofen auf der Anhöhe bei Rafings eine Kapelle errichten ließen, die rasch zu einem beliebten Wallfahrtsort wurde und etwa 1490 um ein Langhaus erweitert wurde. Zwischen 1658 und 1663 wurde hier eine Kirche errichtet, der die Wiener Schottenkirche als Vorbild diente. Diese wurde in den Josephinischen Reformen aufgehoben und danach teilweise abgetragen.
Mit 1. Jänner 1971 wurde im Rahmen der Niederösterreichischen Kommunalstrukturverbesserung Rafingsberg als Teil der damaligen Gemeinde Meires nach Windigsteig eingemeindet.

## Sehenswertes
- Kirchenruine Rafingsberg, Denkmalschutz (Listeneintrag)